# Giovanna di Baviera
Giovanna di Baviera (L'Aia?, 1362 – Praga, 31 dicembre 1386) è stata elettrice consorte di Brandeburgo dal 1373 al 1378 e regina consorte di Boemia e della Germania dal 1378 fino alla sua morte.

## Origine
Giovanna, secondo il continuatie IV della Chronologia Johannes de Beke era la figlia secondogenita del duca di Baviera, conte d'Olanda e Zelanda e conte d'Hainaut, Alberto I e della moglie, Margherita di Brieg, figlia di Ludovico I il Giusto e di sua moglie Agnese di Sagan.
Alberto I era il figlio maschio terzogenito della Contessa di Hainaut e Contessa d'Olanda e di Zelanda, Margherita e del marito, il duca di Baviera, re di Germania e imperatore, Ludovico IV di Wittelsbach, detto il Bavaro: infatti secondo il continuatie III della Chronologia Johannes de Beke era fratello del conte, Guglielmo V, che, secondo il capitolo n° 81a della Chronologia Johannes de Beke Guglielmo era figlio della Contessa di Hainaut e Contessa d'Olanda e di Zelanda, Margherita e del marito, il duca di Baviera, re di Germania e imperatore, Ludovico IV di Wittelsbach, detto il Bavaro, figlio, secondo la Notæ Fuerstenfeldenses de Ducibus Bavariæ, del duca dell'Alta Baviera Ludovico II (il Severo) e di Matilde d'Asburgo.
Ancora secondo il capitolo n° 81a della Chronologia Johannes de Beke Margherita era la figlia femmina primogenita del Conte di Hainaut e conte d'Olanda e di Zelanda, Guglielmo e della moglie Giovanna di Valois (1294-6 aprile 1342), la figlia terzogenita di Carlo di Valois e di Margherita d'Angiò, e come ci ricorda la Chronologia Johannes de Beke, era sorella del futuro re di Francia (1328) Filippo VI.
Tra i suoi fratelli e sorelle si ricordano Guglielmo VI, conte d'Olanda, Giovanni III, conte d'Olanda, Giovanna Sofia, duchessa d'Austria e Margherita, contessa di Nevers, poi Duchessa di Borgogna, contessa di Borgogna (Franca Contea), Artois e Fiandre.

## Biografia
Nel 1357, suo zio, il duca di Baviera, conte d'Olanda e Zelanda e conte d'Hainaut, Guglielmo, iniziò a mostrare i primi segni di squilibrio mentale, per tale ragione, suo padre, Alberto, allora ventiduenne, assunse la reggenza (reggente, o ruwaard in olandese) dell'Olanda e dell'Hainaut, come ci viene confermato dal continuatie III della Chronologia Johannes de Beke. Suo padre, Alberto formalmente non succedette al fratello sino al 1388, approfittando di questo periodo per maritare tutte le sue figlie con nobili e principi dell'Impero.

### Matrimonio
Come ci viene confermato dal Benessii de Weitmil Chronicon Ecclesiæ Pragensis, Liber IV, Scriptores Rerum Bohemicarum, Tomus II, il 17 novembre 1370, Giovanna, anche secondo il continuatie IV della Chronologia Johannes de Beke, sposò Venceslao, re dei Romani, figlio dell'imperatore Carlo IV e della sua terza moglie, Anna di Schweidnitz, come ci conferma il Benessii de Weitmil Chronicon Ecclesiæ Pragensis, Liber IV, Scriptores Rerum Bohemicarum, Tomus II; all'epoca del matrimonio Giovanna aveva otto anni e Venceslao nove e Venceslao da due anni era duca di Slesia; secondo il Benessii de Weitmil Chronicon Ecclesiæ Pragensis, Liber IV, Scriptores Rerum Bohemicarum, Tomus II il matrimonio fu celebrato a Norimberga, dopo aver ottenuto la dispensa ecclesiastica, per la consanguineità e che Giovanna, a Praga, fu incoronata regina di Boemia.
Giovanna non fu la prima scelta come moglie di Venceslao: Carlo IV aveva precedentemente pianificato per il figlio un matrimonio con Elisabetta di Norimberga, ma il matrimonio non venne mai celebrato, dal momento che essa sposò Roberto di Germania.
Alla morte di Carlo IV, nel 1378, Venceslao ereditò il trono di Boemia. Con l'ascesa al trono del marito, Giovanna divenne Regina di Boemia, di Germania e dei romani, nonché Elettrice di Brandeburgo per successione alla morte della sorellastra di Venceslao, Caterina di Boemia.

### Morte
Il matrimonio durò per sedici anni, ma la coppia non ebbe figli; alcuni sostengono che Venceslao non fosse fertile. Giovanna morì nel 1386; secondo il Benessii de Weitmil Chronicon Ecclesiæ Pragensis, Liber IV, Scriptores Rerum Bohemicarum, Tomus II, Giovanna morì nel 1387.
Venceslao diede a Giovanna un magnifico funerale, che si tenne nel castello di Žebrák. Secondo l'uso dell'epoca, il corpo di Giovanna venne esposto per alcuni giorni nelle chiese di Praga e venne in seguito sepolto nel castello di Praga.
In seguito Venceslao sposò la cugina di Giovanna, Sofia di Baviera, ma anche questo matrimonio non produsse eredi. Venceslao venne quindi deposto dal trono di Germania, sul quale salì il marito di Elisabetta di Norimberga, Roberto.

### Figli
Giovanna a Venceslao non diede figli

## Ascendenza
|                          |                         |                                  | Genitori                         |  |  | Nonni |  |  | Bisnonni                   |  |  | Trisnonni            |  |
|                          |                         |                                  |                                  |  |  |       |  |  | Ludovico II del Palatinato |  |  | Ottone II di Baviera |  |
|                          |                         |                                  |                                  |  |  |       |  |  | Ludovico II del Palatinato |  |  | Ottone II di Baviera |  |
|                          |                         | Agnese del Palatinato            |                                  |  |  |       |  |  | Ludovico II del Palatinato |  |  |                      |  |
| Ludovico il Bavaro       |                         |                                  |                                  |  |  |       |  |  | Ludovico II del Palatinato |  |  |                      |  |
|                          |                         | Matilde d'Asburgo                | Rodolfo I d'Asburgo              |  |  |       |  |  |                            |  |  |                      |  |
|                          |                         | Matilde d'Asburgo                | Rodolfo I d'Asburgo              |  |  |       |  |  |                            |  |  |                      |  |
|                          |                         | Matilde d'Asburgo                | Gertrude di Hohenberg            |  |  |       |  |  |                            |  |  |                      |  |
| Alberto I di Baviera     |                         | Matilde d'Asburgo                |                                  |  |  |       |  |  |                            |  |  |                      |  |
|                          |                         | Guglielmo I di Hainaut           | Giovanni I di Hainaut            |  |  |       |  |  |                            |  |  |                      |  |
|                          |                         | Guglielmo I di Hainaut           | Giovanni I di Hainaut            |  |  |       |  |  |                            |  |  |                      |  |
|                          |                         | Guglielmo I di Hainaut           | Filippa di Lussemburgo           |  |  |       |  |  |                            |  |  |                      |  |
| Margherita II di Hainaut |                         | Guglielmo I di Hainaut           |                                  |  |  |       |  |  |                            |  |  |                      |  |
|                          |                         | Giovanna di Valois               | Carlo di Valois                  |  |  |       |  |  |                            |  |  |                      |  |
|                          |                         | Giovanna di Valois               | Carlo di Valois                  |  |  |       |  |  |                            |  |  |                      |  |
|                          |                         | Giovanna di Valois               | Margherita d'Angiò               |  |  |       |  |  |                            |  |  |                      |  |
| Giovanna di Baviera      |                         | Giovanna di Valois               |                                  |  |  |       |  |  |                            |  |  |                      |  |
|                          | Boleslao III il Prodigo | Enrico V il Grasso               |                                  |  |  |       |  |  |                            |  |  |                      |  |
|                          | Boleslao III il Prodigo | Enrico V il Grasso               |                                  |  |  |       |  |  |                            |  |  |                      |  |
|                          | Boleslao III il Prodigo | Elisabetta di Kalisz             |                                  |  |  |       |  |  |                            |  |  |                      |  |
| Ludovico I il Giusto     | Boleslao III il Prodigo |                                  |                                  |  |  |       |  |  |                            |  |  |                      |  |
|                          |                         | Margherita di Boemia             | Venceslao II di Boemia           |  |  |       |  |  |                            |  |  |                      |  |
|                          |                         | Margherita di Boemia             | Venceslao II di Boemia           |  |  |       |  |  |                            |  |  |                      |  |
|                          |                         | Margherita di Boemia             | Guta d'Asburgo                   |  |  |       |  |  |                            |  |  |                      |  |
| Margherita di Brieg      |                         | Margherita di Boemia             |                                  |  |  |       |  |  |                            |  |  |                      |  |
|                          |                         | Enrico IV il Fedele              | Enrico III di Głogów             |  |  |       |  |  |                            |  |  |                      |  |
|                          |                         | Enrico IV il Fedele              | Enrico III di Głogów             |  |  |       |  |  |                            |  |  |                      |  |
|                          |                         | Enrico IV il Fedele              | Matilde di Brunswick-Lüneburg    |  |  |       |  |  |                            |  |  |                      |  |
| Agnese di Sagan          |                         | Enrico IV il Fedele              |                                  |  |  |       |  |  |                            |  |  |                      |  |
|                          |                         | Matilde di Brandeburgo-Salzwedel | Ermanno di Brandeburgo-Salzwedel |  |  |       |  |  |                            |  |  |                      |  |
|                          |                         | Matilde di Brandeburgo-Salzwedel | Ermanno di Brandeburgo-Salzwedel |  |  |       |  |  |                            |  |  |                      |  |
|                          |                         | Matilde di Brandeburgo-Salzwedel | Anna d'Asburgo                   |  |  |       |  |  |                            |  |  |                      |  |
|                          |                         | Matilde di Brandeburgo-Salzwedel |                                  |  |  |       |  |  |                            |  |  |                      |  |

### Fonti primarie
- (LA)  Monumenta Germaniae Historica, Scriptores, tomus XXIV.
- (LA)  Chronologia Johannes de Bek.
- (LA)  Scriptores rerum silesiacarum: oder, Sammlung schlesischer ..., Volume 1
- (LA)  Chronicon Bohemicum Anonymi, Scriptores Rerum Bohemicarum, Tomus II

### Letteratura storiografica
- W.T. Waugh, "Germania: Carlo IV", cap. X, vol. VI (Declino dell'impero e del papato e sviluppo degli stati nazionali) della Storia del Mondo Medievale, 1999, pp. 401–422.
- Henry Pirenne, "I Paesi Bassi", cap. XII, vol. VII (L'autunno del Medioevo e la nascita del mondo moderno) della Storia del Mondo Medievale, 1999, pp. 411–444.